# Zuidelijke veldkrekel
De zuidelijke veldkrekel (Gryllus bimaculatus) is een insect uit de familie krekels (Gryllidae).